# Apasco
Buena Vista är en ort i Mexiko.   Den ligger i kommunen Macuspana och delstaten Tabasco, i den sydöstra delen av landet, 700 km öster om huvudstaden Mexico City. Buena Vista ligger 27 meter över havet och antalet invånare är 1 638.
Terrängen runt Buena Vista är platt norrut, men söderut är den kuperad. Terrängen runt Buena Vista sluttar norrut. Runt Buena Vista är det ganska tätbefolkat, med 56 invånare per kvadratkilometer. Närmaste större samhälle är Macuspana, 20,0 km nordväst om Buena Vista. Trakten runt Buena Vista består till största delen av jordbruksmark.